# Van Alderwerelt

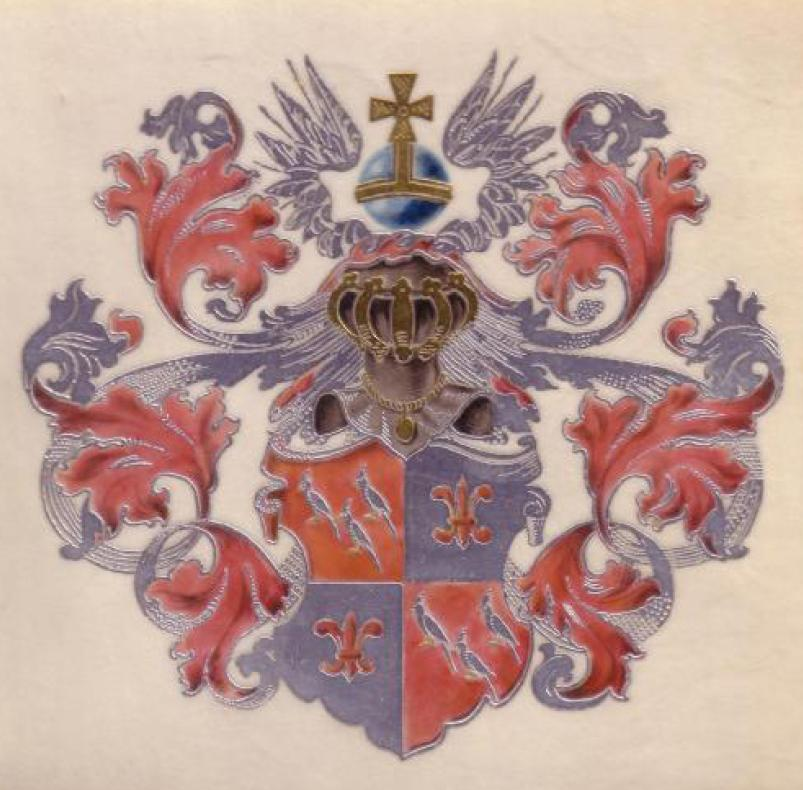
Het familiewapen

Van Alderwerelt (ook: Van Alderwerelt van Rosenburgh, Van Alderwerelt Houttuijn en: De Roo van Alderwerelt) is een Nederlands geslacht waarvan een tak werd opgenomen in de Nederlandse adel.

## Geschiedenis
De bewezen stamreeks begint met de voor 1580 in Menen (West-Vlaanderen) wonende Cornelis van Alderwerelt. Zijn zoon Jan vestigde zich als lakenkoper in Amsterdam.
Het geslacht werd in 1917 opgenomen in het genealogische naslagwerk Nederland's Patriciaat en opnieuw in 1956. Het familiearchief berust in het Nationaal Archief te Den Haag.

### Enkele telgen
Jan van Alderwerelt (-1637), lakenhandelaar, vestigt zich te Amsterdam
- Jan van Alderwerelt (1614-1661), koopman
  - Adriaen van Alderwerelt (1641-1691), koopman
    - mr. Adriaen van Alderwerelt (1669-1729), vaandrig burgerij 1694-1696, raad en agent van Keizer Karel VI
      - Jean Louis des H.R.Rijksbaron van Alderwerelt (1711-1778), vrijheer van Heenvliet en de Coolwyckspolder (door koop 1737), raad in de vroedschap, schepen en burgemeester van Hattem 1752-1771, bij besluit van keizer Frans I Stefan in 1755 verheven tot baron van het Heilige Roomse Rijk; trouwt 1738 Susanna Maria Houttuijn (1720-1760), vrouwe van Oude- en Nieuwe Struyten
        - Adriaan Louis des H.R.Rijksbaron van Alderwerelt (1739-1781), heer van Oude- en Nieuwe Struyten en Heenvliet, schepen, raad en burgemeester van Brielle
        - mr. Jean Constantijn van Alderwerelt (1748-1825), richter stad en ambt van Doesburg, in 1815 ingelijfd in de Nederlandse adel. Stamvader van de adellijke tak.
        - Louise Caroline des H.R.Rijksbarones van Alderwerelt (1755-1783); trouwt 1775 Pieter Graafland (1745-1793), heer van Heenvliet en van Coolwijkspolder, schepen van Brielle
- Pieter van Alderwerelt (1619-1681), koopman
  - Jan van Alderwerelt (1663-1716), koopman
    - Rogier van Alderwerelt (1695-1738), onderkoopman O.-I.C.
      - mr. Joan Carel van Alderwerelt (1726-1791), poorter van Delft (1752), raad, weesmeester, schepen en burgemeester aldaar; trouwt 1751 Alida Anna De Roo (1725-1785), dochter van Joan Carel De Roo, heer van Rosenburgh en Blanckenburgh
        - mr. Rugier van Alderwerelt, heer van Oud- en Nieuw Rosenburgh en Blanckenburgh (1754-1820), veertigraad van Delft
          - Rugier Pieter van Alderwerelt (1796-1860)
            - Rugier Pieter Magdalenus van Alderwerelt van Rosenburgh (naamstoevoeging bij KB d.d. 14 februari 1883, nr 24) (1831-1895), stamvader van de tak van Alderwerelt van Rosenburgh

        - Gaspar van Alderwerelt (1763-1837), raad en schepen (-1793) te Haarlem
        - mr. Willem Pieter de Roo van Alderwerelt (1765-1837), schepen, pres. Raad, prov. maire van Brielle, stamvader van de tak de Roo van Alderwerelt

## Adellijke tak

Jean Constantijn van Alderwerelt

In 1815 werd mr. Jean Constantijn van Alderwerelt (1748-1825) ingelijfd in de Nederlandse adel. In 1822 werd bepaald dat hem en zijn nakomelingen de titel van baron zou worden gegeven, overeenkomstig het besluit uit 1755.

### Enkele telgen

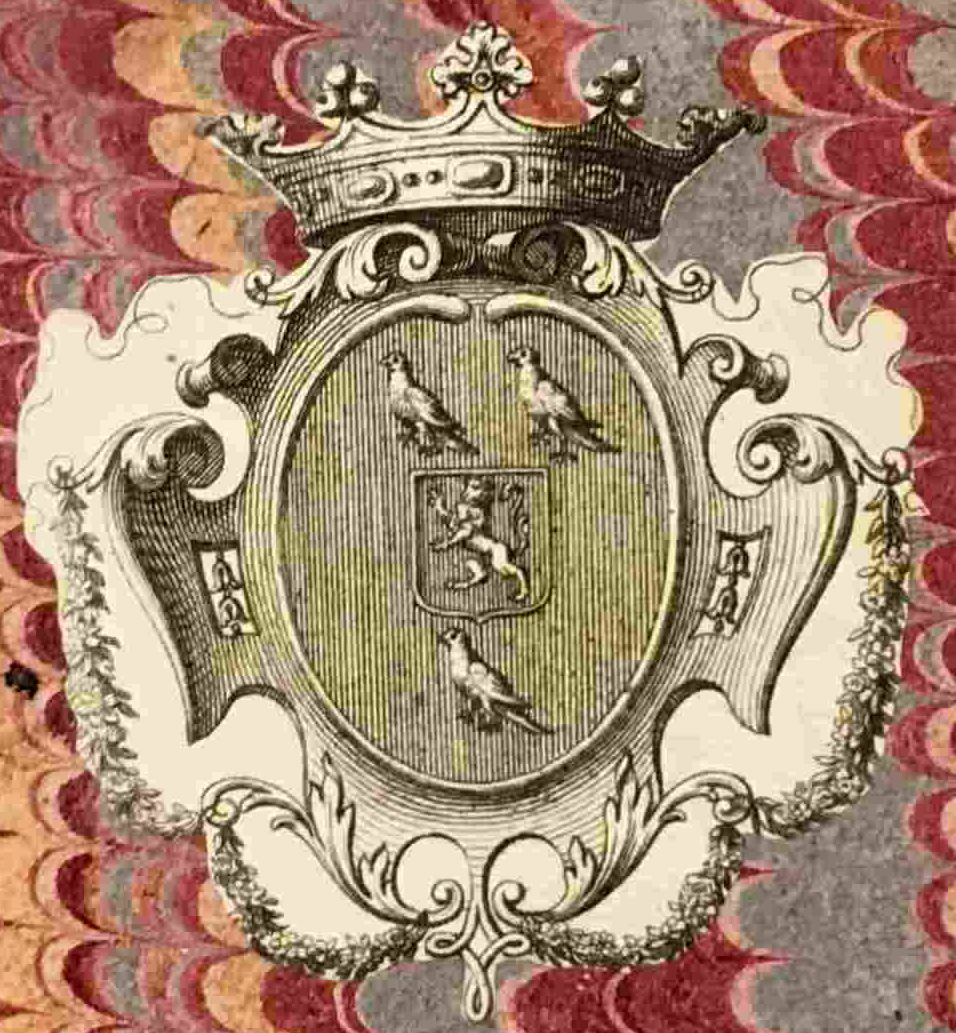
Exlibris van Jean Constantijn baron van Alderwerelt

mr. Jean Constantijn baron van Alderwerelt (1748-1825), richter stad en ambt van Doesburg
- mr. Marinus Constantijn baron van Alderwerelt Houttuijn (naamswijziging bij KB 1924), (1783-1871), officier, laatstelijk luitenant-kolonel cavalerie
  - Jan Constantijn Peter baron van Alderwerelt Houttuijn (1828-1905), laatste van de adellijke tak met wie het adellijke geslacht Van Alderwerelt uitstierf

## Tak van Alderwerelt van Rosenburgh
Deze tak ontstond nadat Rugier Pieter Magdalenus van Alderwerelt van Rosenburgh (naamstoevoeging bij KB d.d. 14 februari 1883, nr. 24) (1831-1895) de naam Rosenburgh toevoegde. De naam was afkomstig van de zo genoemde heerlijkheid die via zijn grootmoeder De Roo in de familie was gekomen.

### Enkele telgen
Rugier Pieter Magdalenus van Alderwerelt van Rosenburgh (1831-1895), kapitein infanterie O.-I.L.
- Cornelis Rugier Willem Karel van Alderwerelt van Rosenburgh (1863-1936), pteridoloog en conservator Herbarium van 's Lands Plantentuin te Buitenzorg
- Carolina Wilhelmina Henriette van Alderwerelt van Rosenburgh (1886-1934); trouwde in 1916 met ir. Pierre François de Bordes (1886-1933), adjunct-directeur van Openbare Werken te Haarlem
  - Tobie Constantin de Bordes (1927-2012), acteur en voordrachtskunstenaar

## Tak de Roo van Alderwerelt
De naam ontstond na het huwelijk in 1751 van Joan Carel van Alderwerelt en Alida Anna De Roo. Hun tweede zoon Willem Pieter van Alderwerelt, voegde haar naam aan zijn naam toen, nl. Willem Pieter de Roo van Alderwerelt, waarna nazaten dit mochten behouden.  

### Enkele telgen
mr. Willem Pieter de Roo van Alderwerelt (1765-1837, schepen, president Raad, provisioneel maire van Brielle
- Joan Carel Anne de Roo van Alderwerelt (1792-1849), majoor der infanterie.
  - Jan Karel Hendrik de Roo van Alderwerelt (1832-1878), militair en politicus.
    - Charles François de Roo van Alderwerelt (1863-1944)
      - Joan Karel Hendrik de Roo van Alderwerelt (1897-1987), brigade-generaal titulair, adjudant van prins Bernhard 1937-1946
      - Charles François de Roo van Alderwerelt (1901-1959), waarnemend burgemeester van Harmelen van 1952 tot 1954 en burgemeester van Leusden van 1956 tot 1959
- Gasparina Anna Lucia de Roo van Alderwerelt (1799-1820); trouwt Dirk Johan van Winsheym (1792-1877), generaal-majoor titulair infanterie, Ridder Militaire Willems-Orde

Geslachten die opgenomen zijn in het sinds 1910 verschijnende genealogische naslagwerk Nederland's Patriciaat. Lijst volgens opgave van het CBG Centrum voor familiegeschiedenis.
A · B · C · D · E · F · G · H · I · J · K · L · M · N · O · P · Q · R · S · T · U · V · W · Y · Z